# ヴェルラ砕木・板紙工場
ヴェルラ砕木・板紙工場は、フィンランドのヴェルラ村にあるかつての製紙・製材工場。林業に関わる加工製品は、森林資源の豊富なフィンランドの重要な産業の一つである。現在は博物館となっているこの旧工場は、その伝統的な製法を伝える例証であることから、ユネスコの世界遺産に登録されている。

## 歴史
ヴェルラの工場の操業は、1872年に始まった。しかし、1876年の火災で焼失した上、資金繰りの問題もあって一端は閉鎖された。現存する工場群は、1882年以降のものである。この時に大株主の一人となったドイツ系のフリードリッヒ・ヴィルヘルム・ディッペルは、弟の建築家カール・エドゥアルト・ディッペルとともに、工場群を整えていった。工場はレンガ造りで、ネオゴシック様式が踏襲されている。
フリードリッヒ・ディッペルの死後、所有者は転々としたが、最終的には Kymmene 社（現 UPM 社 ; UPM）が買い取った。操業は細々と続いたが、最後まで残っていた70代の労働者7人が引退したとき（1964年6月18日）に、工場は閉鎖され、以後は博物館となった。

## 世界遺産
世界遺産には以下の7つの工場や倉庫が中核地域として登録されており、いくつかの建造物を含む周辺地域が緩衝地域に指定されている。登録範囲はヴェルラ村が含まれるヤーラ市 (Jaala) と隣のヴァルケアラ市 (Valkeala) にまたがる。
- カール・エドゥアルト・ディッペルが手がけた建物
  - 砕木・板紙工場 - 1895年
  - 板紙乾燥所 - 1893年
  - 砕木・板紙倉庫と製粉工場 - 1902年
  - 工場長宅 - 主要部分は1885年から1889年にかけての建設。

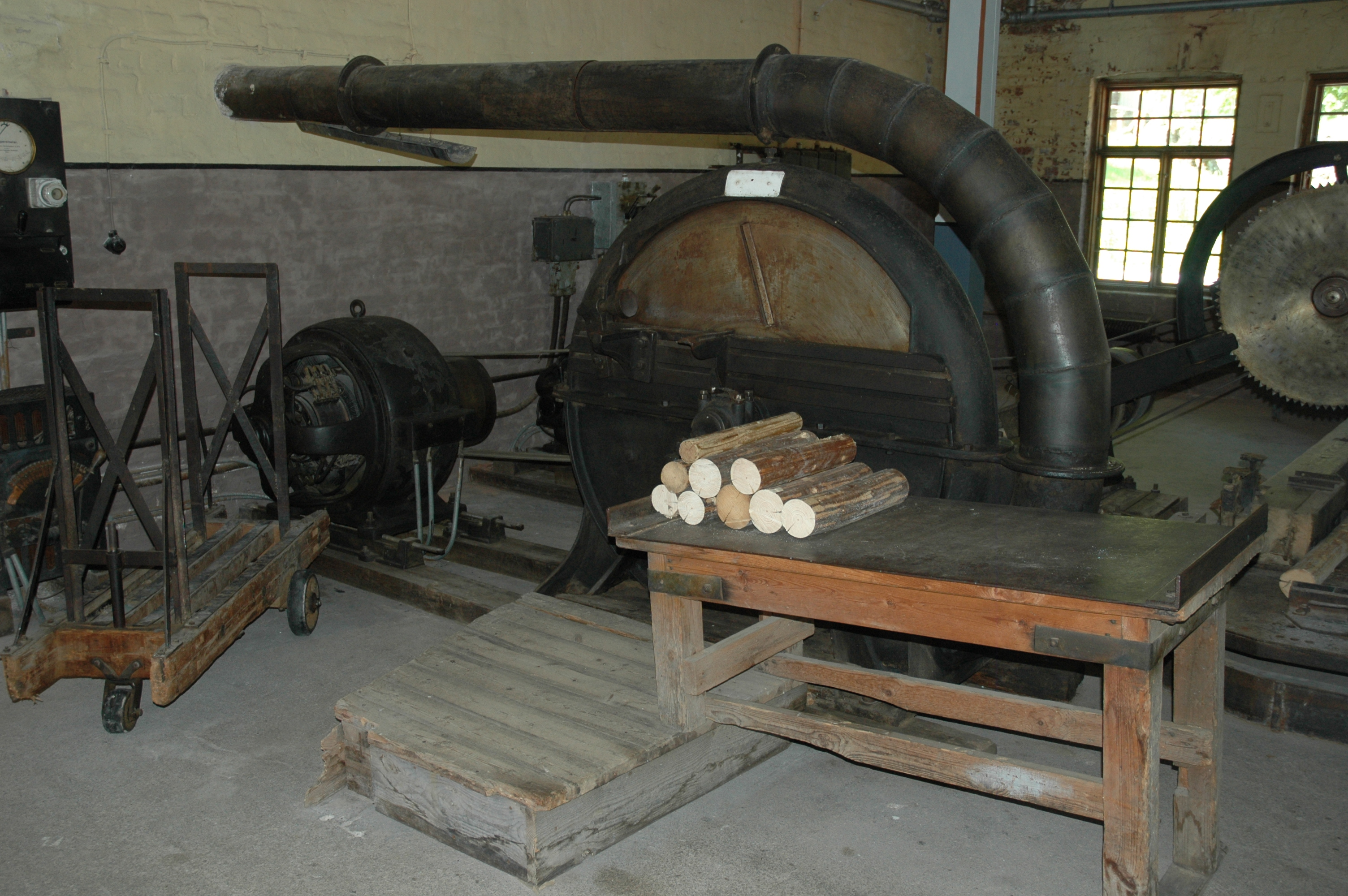
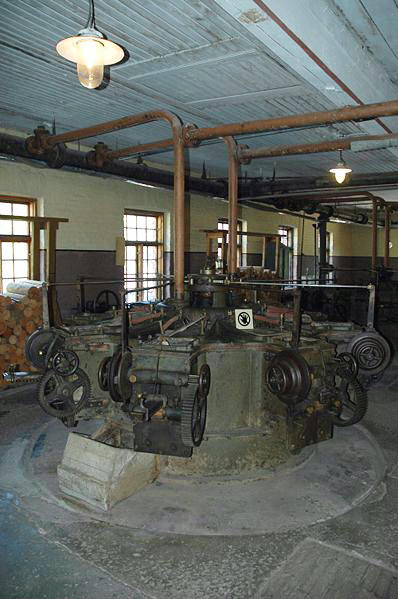
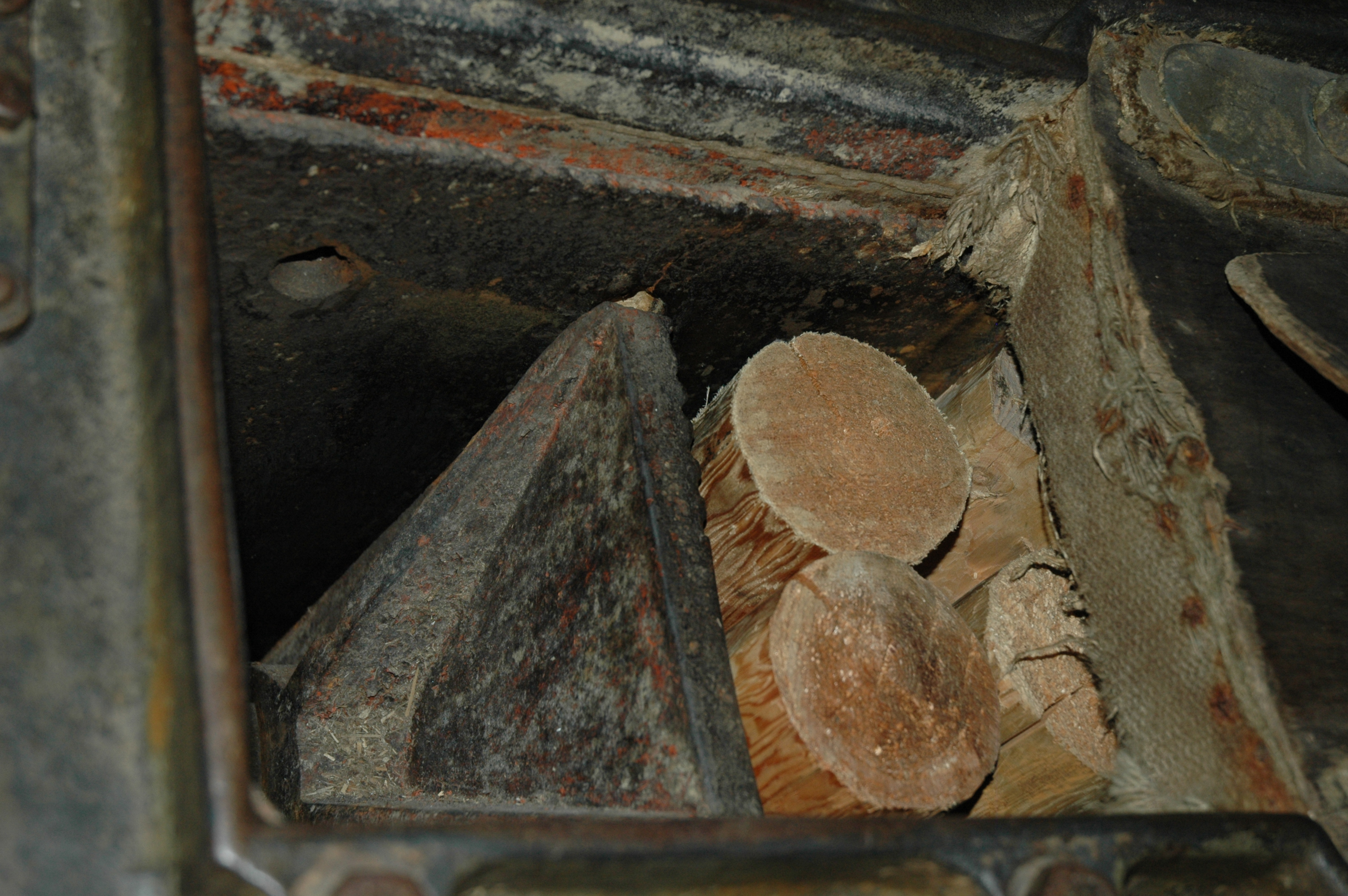
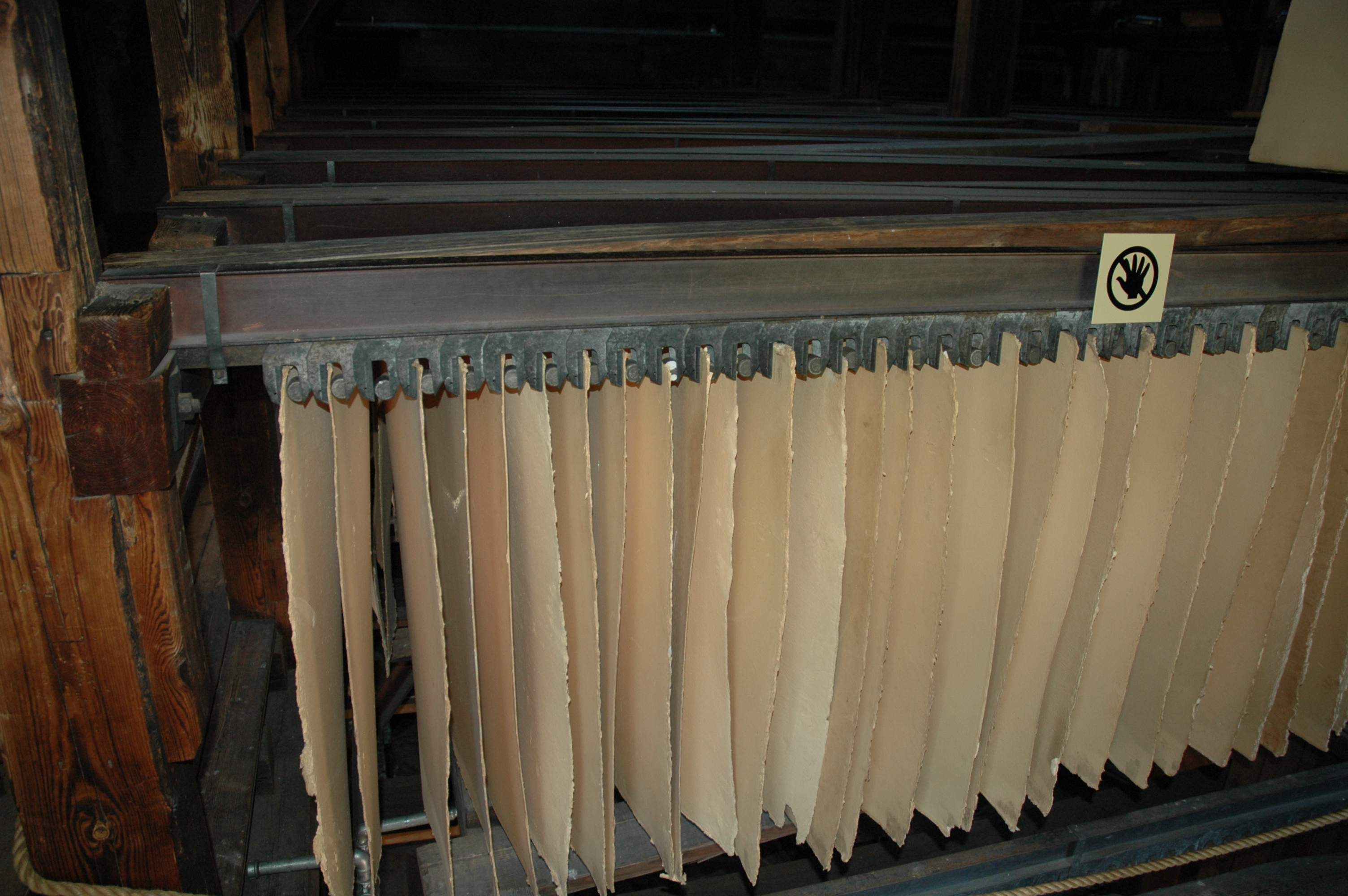
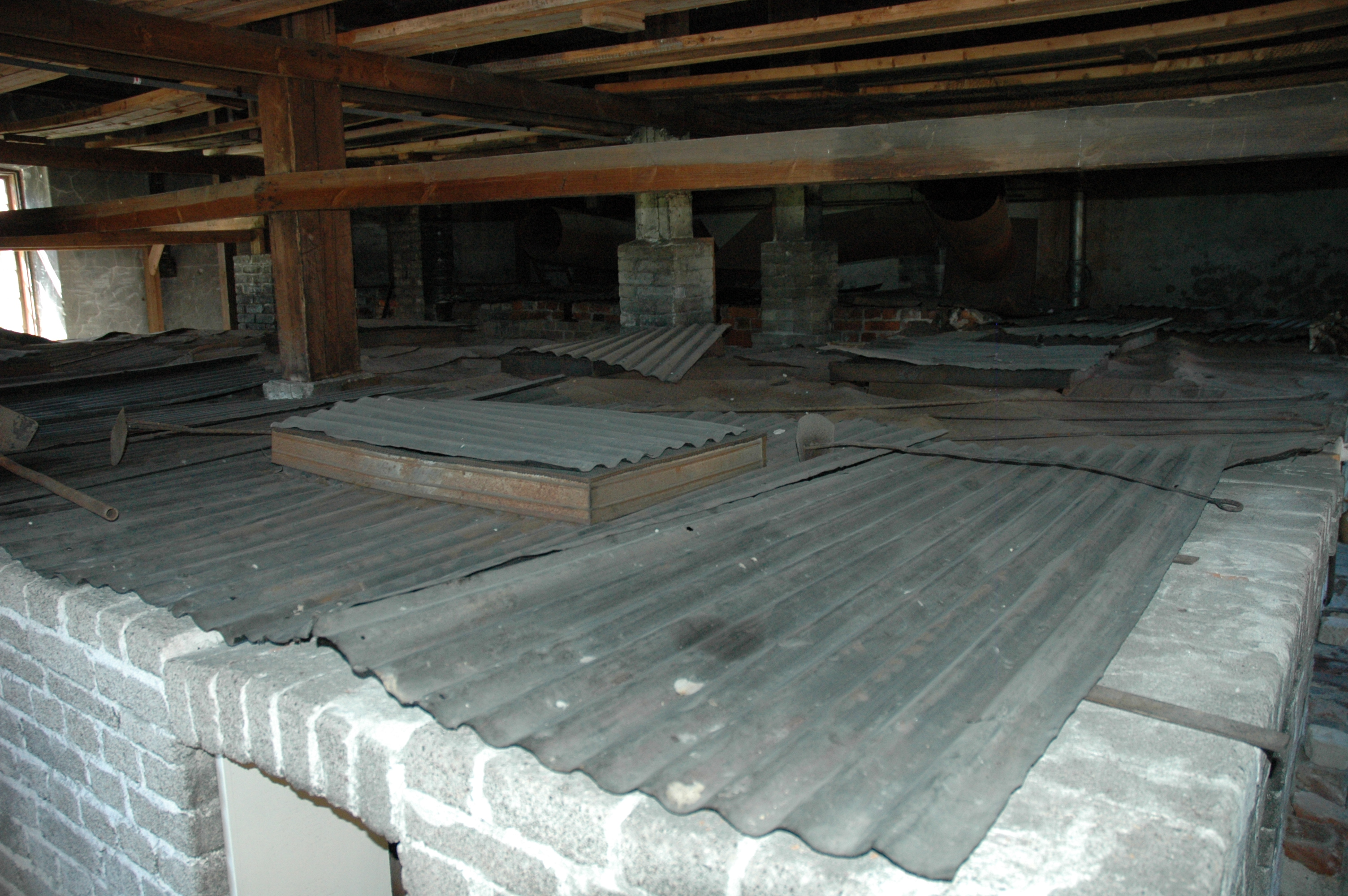
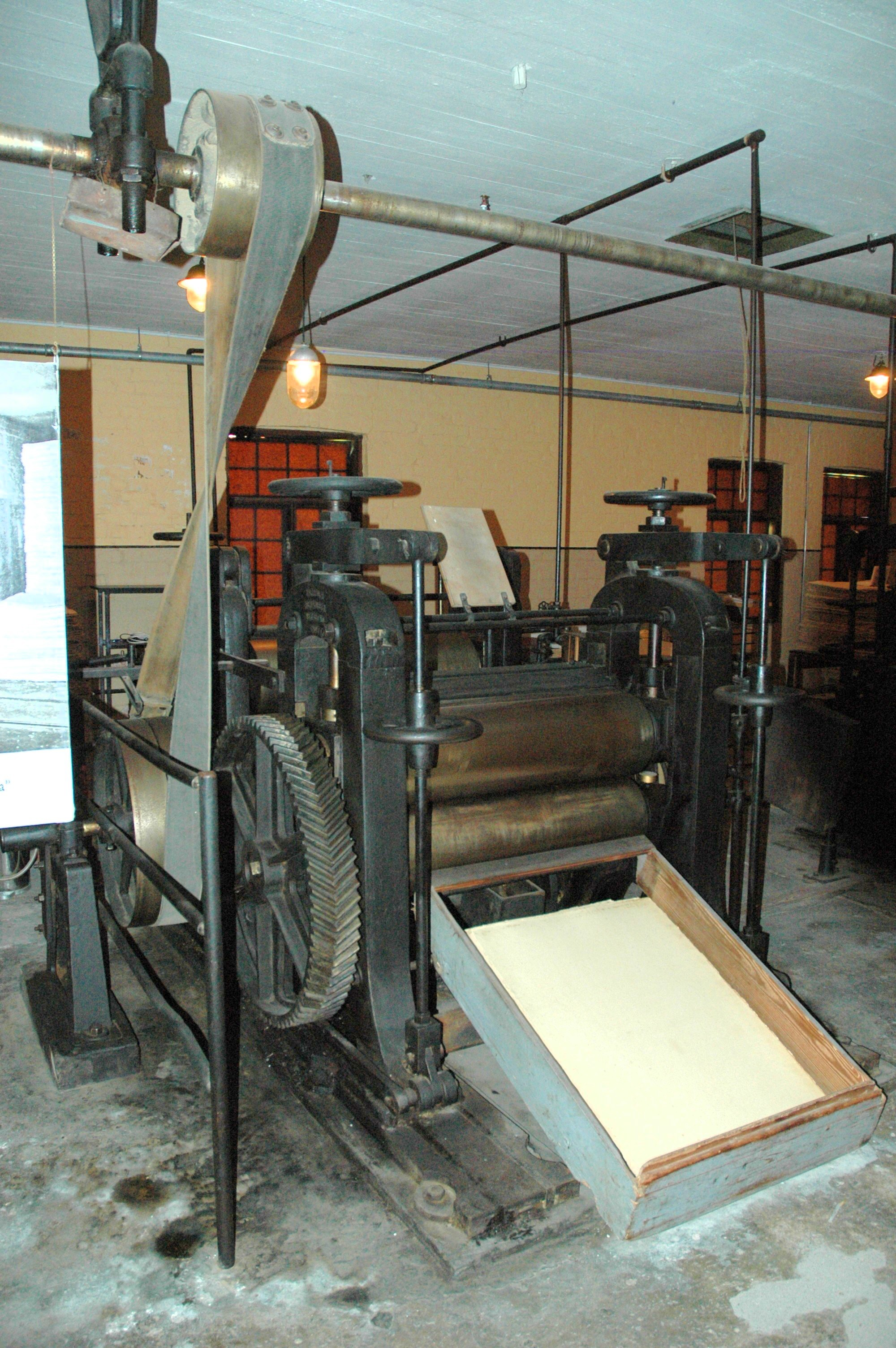
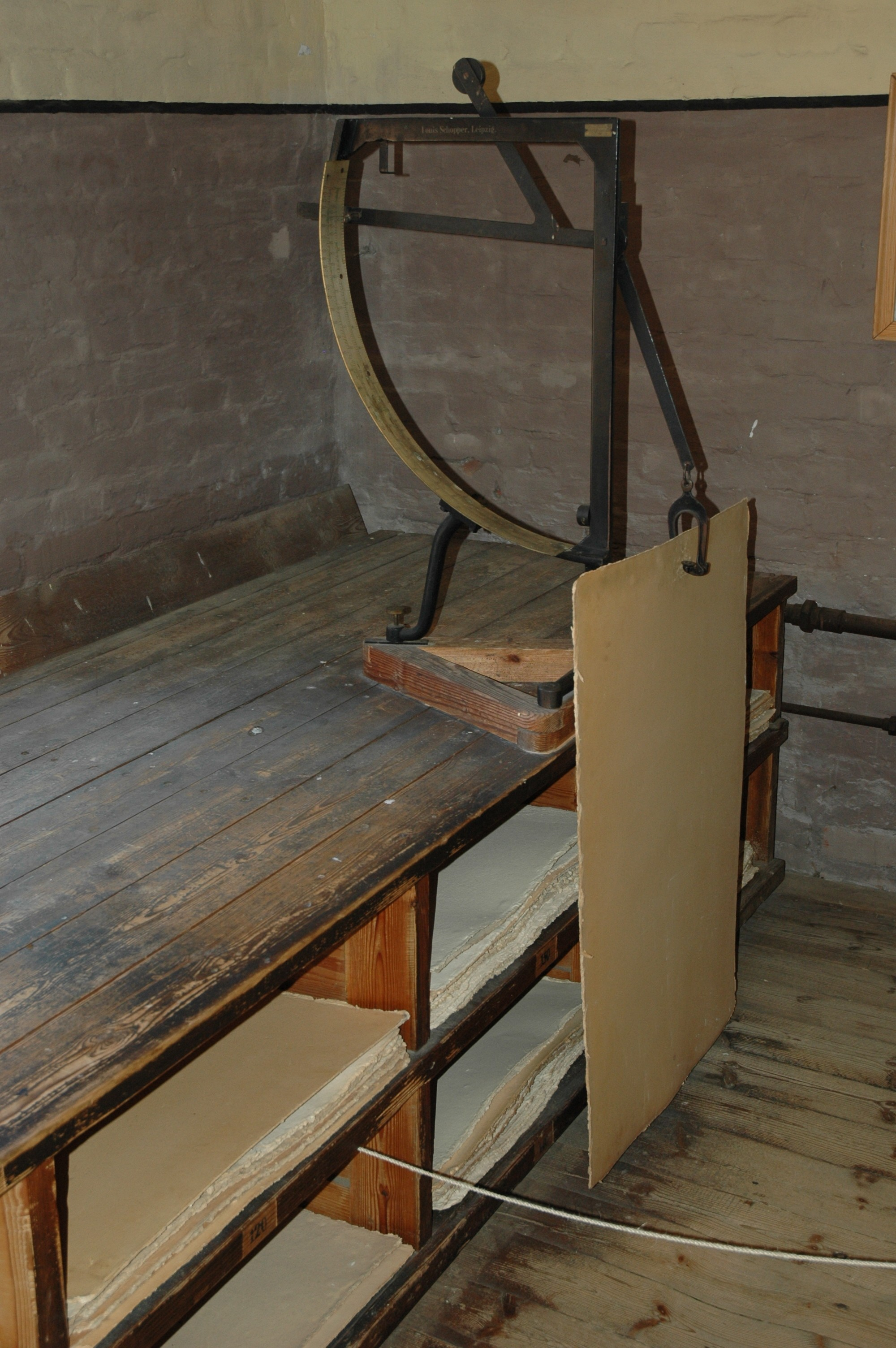

- 木製包装倉庫
- 円形パビリオン
- 防火設備庫

## 登録基準
この世界遺産は世界遺産登録基準のうち、以下の条件を満たし、登録された（以下の基準は世界遺産センター公表の登録基準からの翻訳、引用である）。
- (4) 人類の歴史上重要な時代を例証する建築様式、建築物群、技術の集積または景観の優れた例。